# Labarces
Labarces es una localidad española del municipio de Valdáliga, perteneciente a la comunidad autónoma de Cantabria. 

## Geografía
La localidad se encuentra situada a 180 m s. n. m. y a 6,2 kilómetros de distancia de la capital municipal, Roiz.

## Historia
Hacia mediados del siglo XIX, el lugar, ya por entonces perteneciente a Valdáliga, tenía contabilizada una población de 228 habitantes. Aparece descrito en el décimo volumen del Diccionario geográfico-estadístico-histórico de España y sus posesiones de Ultramar de Pascual Madoz con las siguientes palabras:

LABARCES: l. en la prov. y dióc. de Santander (10 leg.) part. jud. de San Vicente de la Barquera (1), aud. terr. y c. g. de Burgos (32), ayunt. de Valdaliga, cuyas reuniones son en Treceño. sit. en una loma, con libre ventilacion; sus enfermedades mas comunes son las fiebres catarrales, gástricas y alguna pulmonía. Tiene unas 55 casas; igl. parr. (San Julian Martir) servida por 2 curas de ingreso y presentacion del diocesano en patrimoniales; comprende el anejo de Villanueva con los barrios de la Vega y la Mata, y cas. de Rulosa y Caviña; cementerio en parage ventilado, y buenas aguas potables. Confina N. San Vicente; E. Roiz y Lamadrid; S. Celis, y O. Rábago y Vielva. El terreno es de mediana calidad. Hay montes de avellanos, espinos, acebos, abedules y otros arbustos, siendo el principal el llamado Cabiña, que contiene algun roble, hayas y alisas. Los caminos dirigen á los pueblos limítrofes: recibe la correspondencia de Cabezon, por peaton los lunes, jueves y sábados por la mañana, y sale en los mismos dias. prod. maiz, alubias, patatas, castañas, nueces y pastos: cria ganado vacuno, lanar y cabrío, y caza de jabalíes, corzos, perdices, y chochas: pobl.: 55 vec., 228 alm. contr.: con su ayunt.
(Madoz, 1847, p. 9)

## Geografía humana

### Organización territorial
La entidad singular de población está conformada por los siguientes núcleos de población:
- Caviña
- Labarces
- La Mata
- Villanueva

### Demografía
En 2023, la entidad singular de población de Labarces tenía empadronados 213 habitantes y el núcleo de población, 132.

## Patrimonio
Destacan su iglesia de San Julián y su palacio, ambos del siglo XVII.